# Каменный Лог (Липецк)
Ка́менный Лог — урочище в Советском и Октябрьском округах города Липецка. Образован рекой Липовкой. Часть урочища является памятником природы.
Каменный Лог — это овраг, протянувшийся на 8 км через всю правобережную часть города и разделяющий её на две части. Название произошло оттого, что его склоны имеют выходы известняка. Местные жители его довольно часто использовали как строительный материал. Камнем из урочища мостили улицы, его использовали для набережной реки Липовки (см. улица Скороходова).
В 1950-е годы урочище хотели застроить, однако это не позволило сделать отсутствие средств. Поэтому Каменный Лог решено было сделать рекреационной зоной, а кое-где имеется деревянная застройка (между улицей Терешковой и Сапёрным спуском).
Каменный Лог делил Липецк на две части, которые располагались на двух возвышенностях — Воронежской (от неё произошло название Воронежской улицы, ныне Советской) и Соборной горах. Часть урочища — между улицами Полиграфической и Катукова — называется Сосновым Лесом.
Через урочище переброшен путепровод по улице Терешковой.